# The House of the Seven Gables (Roman)

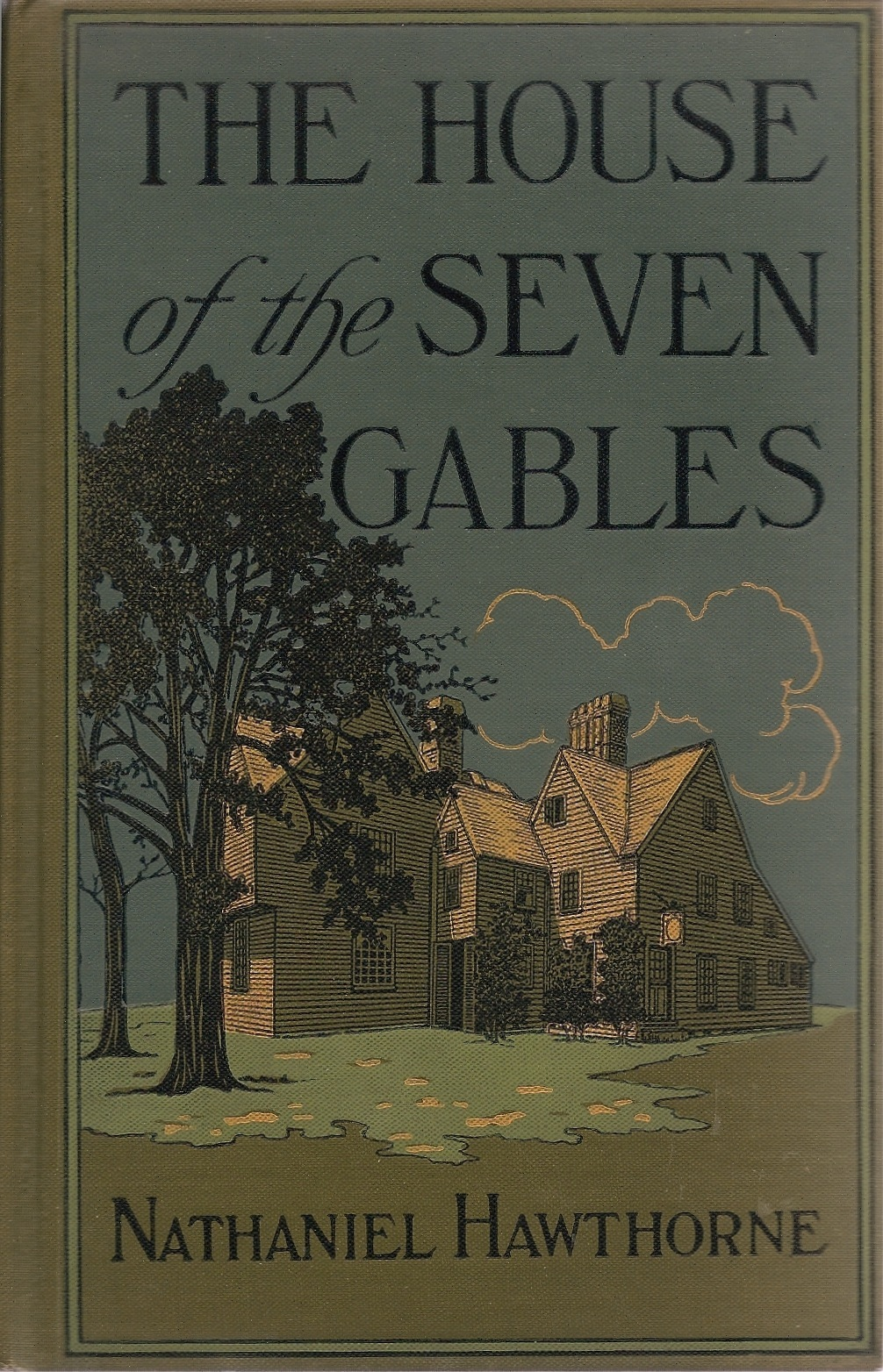

The House of the Seven Gables, deutsch Das Haus mit den sieben Giebeln, ist ein 1851 erschienener Roman von Nathaniel Hawthorne. Er zählt zu den Hauptwerken der amerikanischen Romantik.

## Handlung
Der Schauplatz der Geschichte ist das titelgebende Haus, der Hauptsitz der einstmals geachteten und einflussreichen Familie Pyncheon in Neuengland. Seine Erbauung beruht jedoch auf einer dunklen Vergangenheit: Der Erbauer, Colonel Pyncheon, hatte vor 160 Jahren das Grundstück, auf dem es später errichtet wurde, auf höchst unrechte Weise seinem eigentlichen Besitzer, Matthew Maule, entrissen, indem er jenen wegen Hexerei hatte anklagen und hinrichten lassen. Jedoch war Colonel Pyncheon während der Einweihungsfeier des Hauses plötzlich verstorben (ob durch eine inhärente Krankheit oder den Fluch, den Maule kurz vor seiner Hinrichtung gegen Pyncheon aussprach, wird hier nicht näher erläutert). Seitdem schwelt ein stiller Hass zwischen den beiden Familien; das Haus zerfiel mit der Zeit, und sowohl die Pyncheons als auch die Maules gingen sehr harten Zeiten entgegen.
Die derzeitigen Bewohner des Hauses sind die Geschwister Hepzibah Pyncheon und ihr Bruder Clifford sowie ein junger Student namens Holgrave, der zur Untermiete bei den Pyncheons wohnt und ein außergewöhnliches Interesse an der Geschichte der Pyncheons und des Hauses zeigt. Clifford saß in den letzten dreißig Jahren im Gefängnis, weil man ihn des Mordes an seinem Onkel bezichtigt hatte. Die verarmte Hepzibah eröffnet kurz vor dessen Rückkehr einen alten Laden, der im Haus eingebaut ist, um wieder etwas Geld zu bekommen. Clifford kehrt schließlich als gebrochener Mann heim, der nicht mehr die Kraft hat, wieder ins Leben zurückzufinden und stattdessen das Leben außerhalb des Hauses durch ein Fenster im oberen Stock beobachtet. Beide Geschwister kapseln sich mehr und mehr von der Außenwelt ab und werden damit fast zu lebenden Geistern; der einzige Kontakt zur Außenwelt liegt für einige Zeit bei dem alten Onkel Venner, einem guten Freund Hepzibahs, und Ned Higgins, einem vorlauten Jungen und einzigem regulären Kunden im Laden.
Bald darauf aber bekommen die beiden Pyncheons Besuch: Phoebe, die siebzehnjährige Tochter von Hepzibahs Cousine vom Land, trifft im Haus ein und bringt mit ihrer Jugend und Lebensfreude wieder etwas Licht ins Leben der alten Leute. Allerdings meldet sich dann ein weiterer, diesmal unwillkommener Gast, und zwar Richter Jaffrey Pyncheon, ein geachteter, aber höchst selbstsüchtiger und tyrannischer Mann, der seinem Wesen und Aussehen nach eine Wiedergeburt des alten Colonels darstellt. Nach und nach enthüllt sich, dass Jaffrey hinter einem alten Familienschatz hinterherjagt, nämlich der Besitzerurkunde für ein Landstück, das den Pyncheons angeblich weiteren Wohlstand versprechen soll; das Dokument soll irgendwo im Haus versteckt sein. Cliffords Onkel, Jaffrey Pyncheon senior, war, als er seinen Sohn bei der Suche nach dem Dokument ertappt hatte, am ‚Fluch der Pyncheons‘ gestorben, und Jaffrey hatte daraufhin, um nicht wegen Mordes angeklagt zu werden, seinen Cousin Clifford belastet und ihn somit ins Gefängnis gebracht. Jetzt aber nimmt er an, dass Clifford um das Versteck der Urkunde weiß, und droht ihn wieder ins Gefängnis zu stecken, sollte er sie nicht Jaffrey übergeben wollen.
Einige Zeit später verlässt Phoebe das Haus, um zuhause noch einige Arrangements vorzunehmen, bevor sie dann permanent ins Haus zieht, dessen Bewohner sie trotz ihrer düsteren Geschichte lieb gewonnen hat. Doch kurz darauf kommt Jaffrey zurück, erzwingt sich den Zutritt zum Haus und verlangt die Urkunde. Als die verzweifelten Geschwister sich dem Schicksal ergeben wollen, stirbt Jaffrey plötzlich am Familienfluch; in ihrer Ratlosigkeit und einem unbewussten Rausch der Freiheit flüchten Clifford und Hepzibah aus dem Haus und fahren mit einem Zug durch die Nacht, ehe sie ernüchtert wieder ins Haus zurückkehren. Jaffreys Leiche wird am nächsten Tag aufgefunden, gerade als Phoebe wieder zurückkehrt; doch der Verdacht, dass Hepzibah und Clifford etwas mit seinem Tod zu tun haben könnten, wird durch deren Rückkehr und Holgraves Hilfe entkräftet.
Am Ende erlebt die Geschichte einige dramatische Enthüllungen: Holgrave entpuppt sich als der letzte Nachkomme der Maules, und die legendäre Urkunde wird hinter dem Porträt von Colonel Pyncheon gefunden, stellt sich aber als längst wertlos heraus, da das betroffene Land schon besiedelt worden ist. Holgrave und Phoebe, die sich ineinander verliebt haben, erklären ihre Absicht zu heiraten und legen damit die alte Fehde bei, und das Haus verliert seine dunkle Atmosphäre. Doch die Pyncheons wollen nicht weiter dort bleiben: Da sie mit Jaffreys Tod sein gesamtes Vermögen geerbt haben, ziehen die Pyncheons und Holgrave, zusammen mit Onkel Venner, aufs Land und lassen das Haus und dessen Geschichte vollends hinter sich.

## Hintergrund

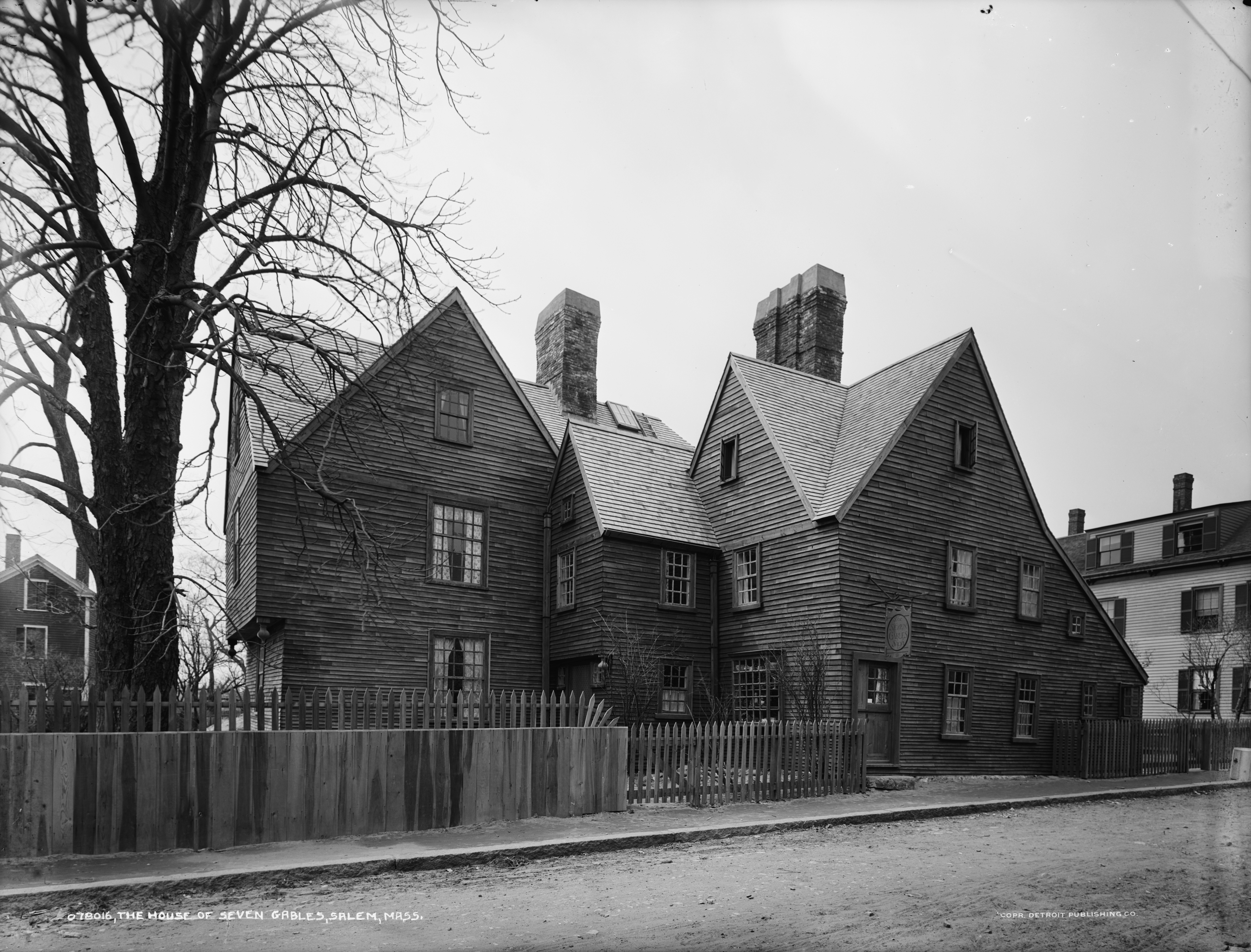

Das titelgebende Haus bezieht sich auf ein tatsächlich existierendes Haus in Salem, Massachusetts, das 1668 erbaut wurde und das von Hawthornes Cousine Susannah Ingersoll bewohnt wurde. Hawthorne, der oft zu Besuch kam, ließ sich durch die Geschichte des Hauses zu seinem Roman inspirieren. Im frühen 20. Jahrhundert wurde das Haus durch eine Stiftung in ein Museum umgebaut, wobei Teile des Hauses umgebaut wurden, um der Romanvorlage Hawthornes gerecht zu werden.
Dieser Roman diente wegen seiner düsteren Atmosphäre auch als Inspiration für den Horrorautor H.P. Lovecraft, der ihn  in seinem Aufsatz „Supernatural Horror in Literature“ als ein großes Werk amerikanischer Literatur lobte.

## Verfilmungen
- 1910: Kurzfilm/Stummfilm The House of the Seven Gables (1910), mit Mary Fuller als Hepzibah
- 1940 Spielfilmdrama The House of the Seven Gables, mit Margaret Lindsay als Hepzibah, Vincent Price als Clifford und George Sanders als Jaffrey
- 1960 Fernsehverfilmung Shirley Temple’s Storybook mit Shirley Temple als Phoebe (als Teil der Shirley Temple Show)
- 1963 Twice-Told Tales (als Teil der Verfilmung einer gleichnamigen Kurzgeschichtensammlung Hawthornes), ebenfalls mit Vincent Price